# Corallium halmaheirense
Corallium halmaheirense är en korallart som beskrevs av Sydney John Hickson 1907. Corallium halmaheirense ingår i släktet Corallium och familjen Coralliidae. Inga underarter finns listade i Catalogue of Life.